# Audax (entreprise)
Pour les articles homonymes, voir Audax.
Audax est une société qui fabrique et commercialise des haut-parleurs. 
Après des débuts en 1927 autour de la conception de transducteurs électrodynamiques, Charles Legorju fonde en 1931 la société. Elle est implantée à Montreuil, près de Paris, et s'affirmera comme l'un des principaux fabricants européens de haut-parleurs. Les locaux de Montreuil étant devenus trop petits et inadaptés, Audax s'installe par la suite à Château-du-Loir. L'entreprise s’appuiera sur des techniques de pointe pour développer sa gamme avec l'utilisation de Bextrene, de Ferrofluide ou encore d'Aérogel. Nombre de ces produits sont reconnus pour leurs qualités acoustiques. 
La société rachètera les constructeurs français Princeps et Siare et a pu établir plusieurs filiales internationales : Audax Lautsprecher en Allemagne, Son-Audax Loudspeaker au Royaume-Uni et Polydax Speaker aux États-Unis. 
En 1987, à la mort de son fondateur, la société est revendue au groupe Harman. Ce dernier spécialisera l'usine de Château-du-Loir dans une production de haut-parleurs embarqués pour l'automobile. En septembre 2007, le groupe Harman cède la marque et la fabrication des haut-parleurs Audax à la société AAC (Applications Acoustiques de Composites). 